# آرال (شهرستان سوزک)
آرال (به لاتین: Aral) یک منطقهٔ مسکونی در قرقیزستان است که در شهرستان سوزک واقع شده‌است. آرال ۱٬۳۵۸ نفر جمعیت دارد.